# Лаика
Лаика́ (греч. λαϊκό и греч. λαϊκό τραγούδι — буквально «песня народа», «популярная песня») — один из самых популярных стилей греческой музыки, который сформировался с популяризацией ребетики. Основу его составляют лирика на греческом языке и сугубо традиционные для греков мотивы. В последние годы жанр приобрёл разные формы и стал очень популярен среди современных греческих музыкантов. Вместе с тем наибольшее влияние лаики на греческую музыку наблюдалось в 1960-е годы. Поэтому несмотря на то, что под лаикой ныне понимают популярную греческую музыку, в контексте же чаще обращаются к периоду греческой песни 1950—1980 годов.

## Истоки жанра
Предполагается, что основой жанра послужили певческие баллады византийских военных поселенцев Малой Азии — акритов, ведущих долгую, но безуспешную борьбу с мигрирующими тюркскими племенами. Ещё на ранних этапах своего существования в этом типично средиземноморском жанре проявилось влияние славянской, позднее, цыганской, арабской и турецкой музыки.
Жанр продолжал развиваться и после падения Византии на территории Османской империи, в частности в среде малоазийских греков. В начале XX века, после их насильственного выселения из Турции, широко распространился и в самой Греции, особенно в тех городах, где осело значительное число малоазийских мигрантов — Афины, Салоники. Несмотря на критику со стороны официального руководства и интеллигенции, заклеймивших эту музыку как «кабачную», «плебейскую», «потурченскую», она широко распространилась среди простого народа в 60-х и 70-х годах.

## Ребетика и элафро
До 1930-х годов в греческой музыке доминировали два музыкальных жанра: греческая народная музыка (в том числе клефтские песни) и жанр песни элафро (греч. ελαφρο, буквальный перевод — «лёгкая песня»). Последняя была представлена ансамблями певцов, музыкантов и сольных исполнителей, таких как Клеон Триантафиллу и Никос Гунарис. Это была греческая интерпретация международной популярной музыки того времени. В 1930-е годы первые записи ребетики оказали огромное влияние на греческую музыку в целом. Маркос Вамвакарис заявил, что «мы были первыми, кто записал песни в жанре лаико». В последующие годы все более популярный жанр ребетика — ныне известный как лаика в более узком контексте — стал основной греческой музыки.
Музыканты жанра элафро 
1920 − 1960 гг
- Клеон Триантафиллу
- Никос Гунарис
- Тони Марудас
- Йоргос Музакис
- Михалис Суюл
- Данаи Стратигопулу
- София Вембо

Музыканты жанра ребетика 
1930 — 1960 гг
- Маркос Вамвакарис
- Манолис Хиотис
- Роза Эскенази
- Василис Цицанис
- Яннис Папаиоанну
- Панайотис Тундас
- Костас Скарвелис

## Классическая лаика
Классическая музыка лаика стала ведущим жанром популярной музыки в Греции в 1960-х и 1970-х годах. Среди исполнителей лаики больше всего выделялся Стелиос Казандзидис. Среди наиболее значительных композиторов и лириков этого периода — Йоргос Замбетас, Микис Теодоракис и Манос Хадзидакис, все ещё очень популярные Василис Цицанис и Манолис Хиотис. Ряд музыкантов успешно совмещали традиции лаики и интехно, например, композиторы Ставрос Ксархакос, Мимис Плессас.
 Композиторы 
- Василис Цицанис
- Манолис Хиотис
- Манос Хадзидакис
- Йоргос Замбетас
- Мимис Плессас
- Микис Теодоракис
- Ставрос Куюмдзис

 Певцы 
- Григорис Битикоцис
- Панос Гавалас
- Стелиос Казандзидис
- Димитрис Митропанос
- Дукисса Фотара
- Маринелла
- Вики Мосхолиу
- Яннис Пулопулос
- Стратос Дионисиу
- Толис Воскопулос

## Современная и новейшая лаика
Современная лаика (греч. σύγχρονο λαϊκό) — основной стиль современной популярной греческой музыки, который начал формироваться в 1980-е годы. Основными ритмами (танцами) современной лаики являются нисиотика, сирта, ребетика, хасапико, зейбекико, каламатианос и сиртаки. Среди признанных авторов лирики современной лаики — Никос Карвелас, Фивос, Никос Терзис, Йоргос Феофанус, Эви Друца.
|  |  |  |

Новейшая лаика (греч. νεότερο λαϊκό) — традиционная музыка лаика, соединённая с популярными западными музыкальными тенденциями, в частности поп-музыкой и роком. Неотъемлемой частью современной культуры лаики является писта (греч. πίστα) — танцпол. Бузукиа и скиладико — греческие клубы, которые приглашают для выступлений исполнителей лаики, пение последних сопровождается игрой на бузуки, гитарах и других музыкальных инструментах. Существуют радиостанции, ночные клубы, в которых диджеи играют только лаику, с середины 1990-х годов лаику в этом контексте называют «эллинадикой» (греч. ελληνάδικα).

### Некоторые исполнители
- Антонис Вардис
- Анна Висси
- Антонис Ремос
- Василис Каррас
- Деспина Ванди
- Елена Папаризу
- Йоргос Мазонакис
- Михалис Хадзияннис
- Наташа Феодориду
- Никос Портокалоглу
- Нотис Сфакианакис
- Панос Киамос
- Паола
- Пасхалис Терзис
- Пегги Зина
- Яннис Коцирас
- Яннис Париос
- Яннис Плутархос